# Omphalodium
Omphalodium is een geslacht van korstmossen dat behoort tot de orde Lecanorales van de ascomyceten. De typesoort is Omphalodium pisacomense.

## Soorten
Volgens Index Fungorum telt het geslacht 12 soorten (peildatum januari 2022):
| Soortnaam                 | Auteur(s)                       | Publicatiejaar |
| ------------------------- | ------------------------------- | -------------- |
| Omphalodium anthracinum   | (Ach.) Flot.                    | 1850           |
| Omphalodium arboricola    | Räsänen                         | 1941           |
| Omphalodium atropruinosum | (Schaer.) Flot.                 | 1845           |
| Omphalodium ceranoides    | (Spreng.) C.W. Dodge            | 1959           |
| Omphalodium mazoense      | C.W. Dodge                      | 1959           |
| Omphalodium mutabile      | (Taylor) Minks                  | 1900           |
| Omphalodium pachythallum  | (Nyl.) C.W. Dodge               | 1959           |
| Omphalodium phalacrum     | (Hue) C.W. Dodge                | 1959           |
| Omphalodium pisacomense   | Meyen & Flot.                   | 1843           |
| Omphalodium quartum       | (Darb.) C.W. Dodge & G.E. Baker | 1938           |
| Omphalodium stictellum    | (A. Massal.) C.W. Dodge         | 1959           |
| Omphalodium umbilicatum   | (Delise) C.W. Dodge             | 1959           |